# 돈스 플럼
돈스 플럼(Don's Plum)은 스웨덴에서 제작된 R.D. 롭 감독의 2001년 코미디, 드라마 영화이다. 토비 맥과이어 등이 주연으로 출연하였다.

## 출연

### 주연
- 토비 맥과이어
- 레오나르도 디카프리오

### 조연
- 앰버 벤슨
- 스콧 블룸
- 케빈 코넬리
- 제니 루이스
- 히더 맥콤
- 미도우 시스토
- 마리사 리비시
- 제레미 시스토
- 비터니 애쉬튼 울프

## 제작진
- 협력프로듀서: 비터니 애쉬튼 울프